# Isoclusia hyalipennis
Isoclusia hyalipennis är en tvåvingeart som beskrevs av Malloch 1929. Isoclusia hyalipennis ingår i släktet Isoclusia och familjen lövflugor. Inga underarter finns listade i Catalogue of Life.